# Blues from Laurel Canyon
 (août 2021).
Si vous disposez d'ouvrages ou d'articles de référence ou si vous connaissez des sites web de qualité traitant du thème abordé ici, merci de compléter l'article en donnant les références utiles à sa vérifiabilité et en les liant à la section « Notes et références ».
Albums de John Mayall
Bare Wires
(1968) The Turning Point
(1969)
Blues from Laurel Canyon est le premier album solo de John Mayall sorti en 1968, après la séparation de son groupe, Bluesbreakers le 14 juillet 1968. C'est aussi son dernier album avec Decca, qu'il abandonne ensuite pour Polydor.

## Histoire
John Mayall œuvre en tant que chanteur, harmoniciste, organiste et guitariste. On retrouve à la guitare solo le jeune Mick Taylor, à la batterie Colin Allen et à la basse Stephen Thompson. Le guitariste Peter Green apparaît sur le morceau First Time Alone. L'ingénieur du son est Derek Varnals. Toutes les chansons de l'album sont écrites par John Mayall. L'enregistrement a lieu aux studios Decca de West Hampstead, à Londres, du 26 au 28 août 1968, et l'album sort sur le label Decca.
Le titre de l'album fait référence à Laurel Canyon, un quartier de Los Angeles où John Mayall a ensuite vécu entre 1969 et 1979. Il y est allé avant l'enregistrement, et donc avant d'y emménager définitivement. Les artistes montraient alors une préférence pour cet endroit.
L'album est original à l'époque, surtout pour les enregistrements de standards du blues. Il commence par le bruit d'un moteur d'avion qui atterrit et qui décroît avec l'arrivée de la musique. Aucune division des morceaux n'apparaît sur le vinyle. Le dernier morceau Fly Tomorrow dure 7:59, avec un long solo de guitare de Mick Taylor, souligné par John Mayall à l'orgue Hammond.
Les paroles traitent de sa première visite aux États-Unis, et de ses rencontres avec Frank Zappa et Moon Unit Zappa (sur 2401) et avec le groupe Canned Heat (sur The Bear). Miss James, le personnage romantique décrit avec amour dans la deuxième partie de l'album, est la groupie Catherine James.
Une version remastérisée avec bonus est sortie en août 2007.
Les 12 morceaux de l album sont référencés avec les 12 tonalités de la gamme (A B...) comme notés sur la pochette.

## Liste des chansons
| 1.  | Vacation                       | 2:47 |
| 2.  | Walking On Sunset              | 2:50 |
| 3.  | Laurel Canyon Home             | 4:33 |
| 4.  | 2401                           | 3:42 |
| 5.  | Ready To Ride                  | 3:32 |
| 6.  | Medicine Man                   | 2:43 |
| 7.  | Somebody's Acting Like A Child | 3:27 |
| 8.  | The Bear                       | 4:40 |
| 9.  | Miss James                     | 2:30 |
| 10. | First Time Alone               | 4:49 |
| 11. | Long Gone Midnight             | 3:27 |
| 12. | Fly Tomorrow                   | 8:59 |

| 13. | 2401 (version single)                                               | 3:56 |
| 14. | Wish You Were Mine (concert de 1968, précédemment sur Primal Solos) | 8:36 |

## Musiciens
- John Mayall : chant, guitare rythmique, harmonica, orgue Hammond
- Mick Taylor : guitare solo, guitare pedal steel
- Steve Thompson : basse
- Colin Allen : batterie, tabla

## Musicien additionnel
- Peter Green : guitare sur First Time Alone